# Khướu mỏ dẹt cánh nâu
Khướu mỏ dẹt cánh nâu (danh pháp khoa học: Sinosuthora brunnea là một loài chim trong họ Paradoxornithidae hoặc trong phân họ Paradoxornithinae của họ Sylviidae.

## Phân loài
- S. b. brunnea (Anderson, 1871): Trung và đông Myanmar tới bắc và tây bắc Vân Nam (tây nam Trung Quốc).
- S. b. ricketti (Rothschild, 1922): Trung nam Trung Quốc. Sự chia tách thành loài riêng biệt là khướu mỏ dẹt Vân Nam (S. ricketti) đang được xem xét (Deignan 1964, Robson 2007, Penhallurick & Robson 2009, Yeung et al. 2011).
- S. b. styani (Rippon, 1903): Khu vực Đại Lý (trung tây Vân Nam).